# Pietro Musumeci
Pietro Musumeci (Catania, 18 maggio 1920) è un agente segreto italiano.
Fu iscritto alla loggia massonica segreta P2 e il suo nome venne anche ritrovato nella lista trovata nella casa di Licio Gelli, con il numero 487; ebbe contatti con membri dell'eversione nera, in particolare con i Nuclei Armati Rivoluzionari, tramite il terrorista Massimo Carminati e venne condannato per i depistaggi che mise in atto sulle indagini per la strage alla stazione ferroviaria di Bologna.

## Procedimenti giudiziari
Venne indagato e condannato per aver tentato di depistare le indagini sulla strage alla stazione ferroviaria di Bologna del 2 agosto 1980 insieme a Licio Gelli, l'ufficiale del SISMI Giuseppe Belmonte e Francesco Pazienza, un collaboratore del SISMI oltre al terrorista Massimo Carminati e all'ex direttore del centro SISMI di Firenze, il colonnello Federigo Mannucci Benincasa.
Fra i tentativi di depistaggio messi in atto da Musumeci insieme a Belmonte, entrambi iscritti alla loggia P2, ci fu il ritrovamento sul treno Taranto-Milano del 13 gennaio 1981 di una valigia contenente armi, esplosivo e documenti falsi al fine di indirizzare le indagini sulle responsabilità della strage di Bologna verso una falsa pista estera.
Pochi mesi prima, lo stesso Musumeci aveva prodotto un dossier falso, intitolato Terrore sui treni, con gli stessi fini di deviare le indagini verso una pista internazionale. Secondo questa ricostruzione fittizia, i terroristi esteri, pur avendo contatti con membri dell'eversione nera italiana, venivano additati come gli ideatori dell'attentato di Bologna.
Di seguito sono riportate le fasi principali del processo in cui è stato coinvolto Musumeci:
- 4 settembre 1985 - Sentenza della corte d'assise di Roma: Musumeci venne condannato a 9 anni di reclusione per aver depistato le indagini sulla strage di Bologna.[1][10][12][13]
- 11 luglio 1988: In merito al processo per la strage di Bologna Musumeci è condannato in primo grado a 10 anni per calunnia pluriaggravata.
- 18 luglio 1990: gli anni di condanna sono ridotti a tre in appello, e condonati. Il 12 febbraio 1992 la corte di cassazione annulla la sentenza di appello e il processo ricomincia.
- 16 maggio 1994: la corte d'appello di Bologna condanna Musumeci per i depistaggi ad 8 anni e 5 mesi di reclusione.[2][14][15]
- 23 novembre 1995: la corte di cassazione conferma la condanna in appello[2].

Nel 2021 sembra che fosse ancora vivo, superati i cent'anni.

## Influenza culturale
Alla sua figura è ispirato il personaggio letterario Zeta che compare nel libro Romanzo criminale di Giancarlo De Cataldo e nella serie televisiva omonima.